# 益田金六
益田 金六（ますだ きんろく、1903年5月7日 - 1974年6月4日）は、日本の経済・利殖評論家。

## 略歴
埼玉県生まれ。本名・安田清臣。慶應義塾大学・上智大学をともに中退。12年間証券、商事会社役員を務め、『経済時事新報』編集局長、『主婦と生活』編集長を経てニューヨーク・タイムズ紙特派員バートン・クレーンの補助員となり、利殖に関する著作を多く書いた。証券評論家・作家の安田二郎は息子。

## 著書
- 『一億人の貯金学』安田清臣 時代社 1941
- 『誰にもわかる株式投資の話』大日本雄弁会講談社 1949
- 『上手な家庭経済 お金の貯め方活かし方』大日本雄弁会講談社 1949
- 『金六大福帳』池田書店 1952
- 『金作り百話』池田書店 1952
- 『金六経営帳』池田書店 1953
- 『金六利殖帳』池田書店 1954
- 『金六財話 金作り実際ばなし』実業之日本社 1955
- 『金の貯め方作り方』池田書店 1956
- 『金儲けなるほど帖』実業之日本社 1957
- 『事業経営泣き笑い』池田書店 1958
- 『儲けはここにあり 経営知恵袋』（繁昌ゼミナール） 池田書店 1958
- 『金の卵をさがして三十年 現代金作り術』大泉書店 1958
- 『株のやり方儲け方』実業之日本社 1958
- 『金の貯め方作り方』池田書店 1959
- 『金六・利殖新道 入門より秘伝まで』実業之日本社 1959
- 『昭和三十六年の投資戦術』新潮社 1960
- 『金六・投資教室』実業之日本社 1961
- 『昭和三十七年の投資戦術』新潮社 1961
- 『昭和三十八年の投資戦術』新潮社 1962
- 『事業経営泣き笑い 必勝の実践経営法』 (イケダ3Mブックス）池田書店 1966
- 『金の卵をさがして三十年 現代金作り術』千里経済研究所 1983